# دئیره شیش
دئیره شیش یک منطقهٔ مسکونی در عراق است که در شهرستان زاخو واقع شده‌است.